# 傍白
傍白（、英: aside）は他の登場人物に演出上聞こえないというお約束のうえで発せられる登場人物の台詞である。わきぜりふとも。

## 概要
傍白はモノローグの一種である。通俗的には心の声とも呼ばれる。他の登場人物に演出上聞こえないというお約束があるため、作品としては発声はされているが作品世界のなかでは発声されていない台詞である。主に、作中人物が眼前にいる相手としゃべっているときに、その人物に関して心の中に抱えている反抗、後悔、憎悪、疑念、遺憾、悲嘆などを表現するときに使う。

## 表現形式

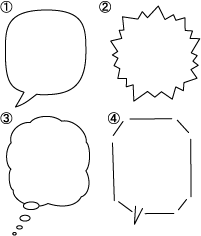
③が漫画における傍白

傍白はお約束をもった特殊な台詞であるため、それが傍白だと容易に理解できほかの台詞から区別できる表現形式を要求する。これを実現するため、傍白は各メディア (媒体) に合わせた様々な形式で表現されている。以下はその一例である：
- 小説
  - 括弧。 （）・〈〉
  - 行頭ダッシュ ――
  - 台詞調で書かれた地の文
- 漫画
  - 雲形ふきだし、途切れツノふきだし
- 映像
  - 口パク無し閉じ口台詞[2]